# Logic Pro
Logic Pro (anteriormente, Logic Audio) es una aplicación de software para edición de audio en pistas de audio y MIDI que funciona únicamente en la plataforma macOS. Creado originalmente por C-Lab, se convirtió en un producto de Apple cuando la compró en el 2002. Una versión reducida, Logic Express, estuvo también disponible hasta la versión 9. A partir de la versión 10 se reemplazó el número por su representación romana, X.
Una versión de nivel de consumo basada en la misma interfaz y máquina de audio pero con recursos reducidos, llamada Logic Express, también estuvo disponible a un precio reducido. GarageBand, otra de las aplicaciones de Apple que utiliza el sistema de audio de Logic, es gratuita para ordenadores Macintosh.

## Características
Logic Pro proporciona instrumentos de software y soporte para grabación de audio. Los efectos de audio incluyen distorsiones, procesadores dinámicos y ecualizadores. El diseño del espacio, por ejemplo, simula la acústica del audio en diversos ambientes, tales como producir ecos. Logic Pro puede trabajar con los teclados MIDI y las superficies de control para la entrada de sonido. También ofrece editar en tiempo real la música, el soporte de la guitarra, abreviaturas del acorde y la notación del tambor.
Logic Pro es capaz de manejar hasta 1000 pistas de audio 1000 de VSTs, dependiendo del funcionamiento del sistema (tiempo de la CPU, del rendimiento de procesamiento del disco duro y de la búsqueda).

### Instrumentos de software
Los instrumentos de software incluidos en Logic Pro X son: 
- Drum Kit Designer
- Drum Machine Designer
- ES
- ES2
- EFM1
- ES E
- ES M
- ES P
- EVOC 20
- PolySynth
- EXS24 mkll
- Klopfgeist
- Retro Synth
- Sculpture
- Ultrabeat
- Vintage Clav
- Vintage B3
- Vintage Electic Piano

Estos instrumentos producen sonido en varias formas, ya sea mediante sintetizadores sustractivos, sintetizadores de modulación frecuencia, sintetizadores de tabla de ondas, vocodificación, muestreo y técnicas de modelaje de componentes.
A partir de la versión 10.2, Logic Pro X también incluye Alquimia, un sintetizador que fue previamente desarrollado por Camel Audio. Los instrumentos de software se activan mediante información midi que puede introducirse mediante instrumentos MIDI o ser diseñada en el editor MIDI. 

### Efectos de audio
Los efectos de audio incluyen:
- Simuladores de amplificadores y pedales de guitarra
- Efectos de delay
- Efectos de distorsión
- Procesadores dinámicos
- Filtros de ecualización
- Efectos de filtro
- Herramientas de métrica
- Efectos de modulación
- Efectos de tono
- Efectos de reverberación

### Proceso de distribución
La aplicación contiene habilidades de proceso de distribución (en un modo de 32 bit), que funciona mediante un Ethernet LAN. 
La aplicación se controla mediante las redes de internet. Un dispositivo contiene la aplicación, pero es a través de la red donde se desarrollan los efectos y sintetizadores que los usuarios utilicen. 
La actualización a la versión de 10.0.7 implica que Logic Pro pueda captar 24 hilos procesados.

## Historia

### Creación
A mediados y finales de los años 80, Gerhard Lengeling y Chris Adam desarrollaron un secuenciador MIDI programado por una plataforma de Atari ST llamada Creator. Cuando las capacidades de notación musical se incluyeron, esto se convirtió en Notator, y más tarde en Notator SL. Para simplificar, estas tres plataformas se nombran de manera colectiva como Notator. Sus mayores rivales por el momento incluían Performer, Visión y Steingberg 16. 
Muchos de los secuenciadores MIDI presentaban una canción como un conjunto de pistas de audio, sin embargo, Notator y Visión eran secuenciadores con patrones básicos: las canciones se construían grabando patrones (por ejemplo, Intro, estrofa, estribillo, autro), con 16 tracks cada una. 
Durante estas primeras décadas, Notator era reconocido (por músicos y la prensa musical del momento, como International Musician) como uno de los secuenciadores más potentes e intuitivos, pero la popularidad disminuyó cuando Cubase, de Steinberg, mejoró su plataforma.

## Estructura
Logic Pro X, como la gran mayoría de programas de edición de audio, se compone principalmente de dos ventanas: la interfaz principal y el mezclador.

### Interfaz principal
La ventana principal de Logic, muy parecida a la de Garage Band, consiste en una ventana en la que hay: pistas de audio, la biblioteca, el inspector y la barra superior de controles. Su diseño está pensado para hacer la producción musical profesional lo más sencilla posible y se va remodificando periódicamente. 
"Logic Pro X es nuestra versión más potente hasta la fecha. Incluye herramientas avanzadas y una nueva y moderna interfaz diseñada para optimizar la creación de música profesional", cuenta Philip Schiller, vicepresidente sénior de Marketing mundial de Apple. "Los músicos van a disfrutar muchísimo con las nuevas prestaciones creativas"

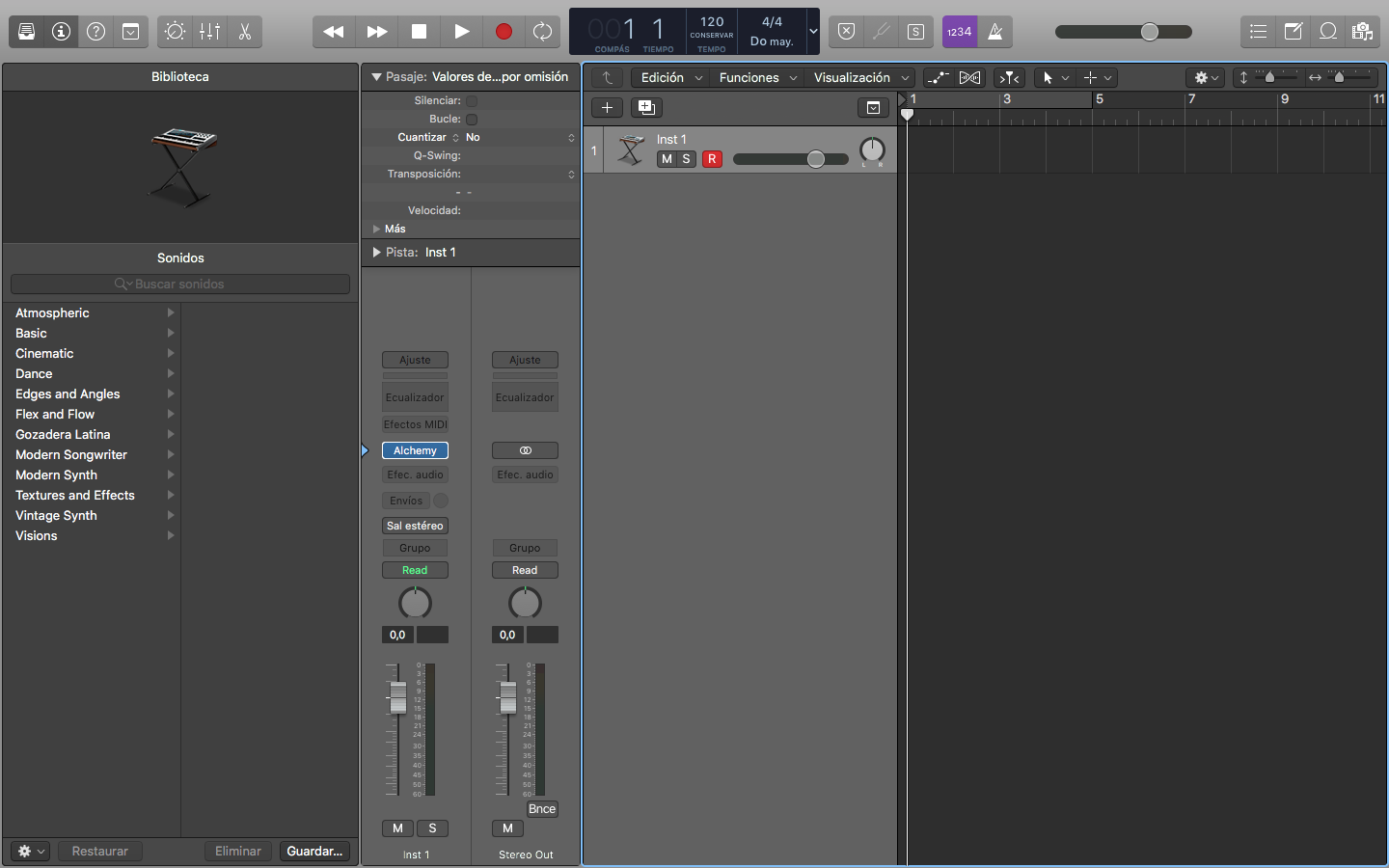
Ventana principal de Logic Pro X

#### Pistas de audio
Las pistas de audio son las pistas donde se graban los instrumentos. Puede haber un número ilimitado y se suelen ordenar por colores y tipos de instrumentos. 

#### Biblioteca
La biblioteca, como su propio nombre indica, consiste en una biblioteca de sonidos, instrumentos de software (véase apartado anterior), amplificadores simulados y efectos de sonido. 

#### Inspector
El inspector es la pestaña situada entre la biblioteca y las pistas de audio. Consiste en dos canales (el de la pista y el auxiliar) relacionados ambos con la pista de audio. El primero es el mismo que sale en el mezclador (que veremos más adelante) y el segundo también sale en el mezclador, pero es un canal auxiliar, que también estudiaremos más adelante. 
En el primer canal podemos modificar los procesadores de cada pista (ecualizador), los efectos de audio, los envíos y el volumen entre muchas otras cosas.

#### Barra superior de controles
La barra superior de controles, presente en casi todos los programas de edición de audio, consiste en una barra horizontal situada en la parte superior de la ventana principal que contiene todos los controles básicos: grabar (recording), reproducir, detener, adelante, retroceder, ciclo, la posición del cursor de reproducción, el tempo, la armadura, el metrónomo, el volumen y herramientas de edición.

## Aplicaciones similares
- Ableton Live
- Cubase
- LMMS
- Ardour
- FL Studio
- Pro Tools
- Garage Band
- Reason